# La Graverie
La Graverie és un municipi delegat francès, situat al departament de Calvados i a la regió de Normandia. El 2016 va integrar el municipi nou de Souleuvre en Bocage. L'any 2007 tenia 1.127 habitants.

## Demografia

### Població
El 2007 la població de fet de La Graverie era de 1.127 persones. Hi havia 451 famílies de les quals 87 eren unipersonals (36 homes vivint sols i 51 dones vivint soles), 182 parelles sense fills, 158 parelles amb fills i 24 famílies monoparentals amb fills.
La població ha evolucionat segons el següent gràfic:
Habitants censats

### Habitatges
El 2007 hi havia 502 habitatges, 462 eren l'habitatge principal de la família, 15 eren segones residències i 25 estaven desocupats. 496 eren cases i 6 eren apartaments. Dels 462 habitatges principals, 324 estaven ocupats pels seus propietaris, 137 estaven llogats i ocupats pels llogaters i 2 estaven cedits a títol gratuït; 21 tenien dues cambres, 54 en tenien tres, 149 en tenien quatre i 238 en tenien cinc o més. 424 habitatges disposaven pel capbaix d'una plaça de pàrquing. A 211 habitatges hi havia un automòbil i a 223 n'hi havia dos o més.

### Piràmide de població
La piràmide de població per edats i sexe el 2009 era:
| Homes | Edats   | Dones |
| ----- | ------- | ----- |
| 0     | 95 o +  | 0     |
| 4     | 90 a 94 | 4     |
| 4     | 85 a 89 | 0     |
| 0     | 80 a 84 | 4     |
| 28    | 75 a 79 | 28    |
| 20    | 70 a 74 | 36    |
| 24    | 65 a 69 | 16    |
| 20    | 60 a 64 | 28    |
| 24    | 55 a 59 | 24    |
| 36    | 50 a 54 | 28    |
| 48    | 45 a 49 | 52    |
| 56    | 40 a 44 | 52    |
| 52    | 35 a 39 | 60    |
| 24    | 30 a 34 | 40    |
| 28    | 25 a 29 | 20    |
| 16    | 20 a 24 | 16    |
| 60    | 15 a 19 | 48    |
| 36    | 10 a 14 | 48    |
| 56    | 5 a 9   | 60    |
| 36    | 0 a 4   | 16    |

## Economia
El 2007 la població en edat de treballar era de 719 persones, 533 eren actives i 186 eren inactives. De les 533 persones actives 502 estaven ocupades (267 homes i 235 dones) i 32 estaven aturades (13 homes i 19 dones). De les 186 persones inactives 89 estaven jubilades, 61 estaven estudiant i 36 estaven classificades com a «altres inactius».

### Ingressos
El 2009 a La Graverie hi havia 458 unitats fiscals que integraven 1.141,5 persones, la mediana anual d'ingressos fiscals per persona era de 17.905 €.

### Activitats econòmiques
Dels 33 establiments que hi havia el 2007, 1 era d'una empresa extractiva, 3 d'empreses alimentàries, 1 d'una empresa de fabricació d'altres productes industrials, 5 d'empreses de construcció, 16 d'empreses de comerç i reparació d'automòbils, 1 d'una empresa de transport, 3 d'empreses d'hostatgeria i restauració, 2 d'entitats de l'administració pública i 1 d'una empresa classificada com a «altres activitats de serveis».
Dels 11 establiments de servei als particulars que hi havia el 2009, 1 era una oficina de correu, 5 tallers de reparació d'automòbils i de material agrícola, 1 guixaire pintor, 1 fusteria, 1 lampisteria, 1 electricista i 1 perruqueria.
Dels 4 establiments comercials que hi havia el 2009, 1 era una botiga de més de 120 m², 1 una botiga de menys de 120 m², 1 una fleca i 1 una botiga de material de revestiment de parets i terra.
L'any 2000 a La Graverie hi havia 26 explotacions agrícoles que ocupaven un total de 1.040 hectàrees.

## Equipaments sanitaris i escolars
L'únic equipament sanitari que hi havia el 2009 era una farmàcia.
El 2009 hi havia 1 escola maternal i 1 escola elemental.

## Poblacions més properes
El següent diagrama mostra les poblacions més properes.